# Disproporționare
Disproporționarea (sau dismutarea) este un tip special de reacție de oxido-reducere în care un anumit element chimic, simplu sau dintr-un compus chimic, se oxidează și se reduce concomitent, cu obținerea a doi produși de reacție diferiți.

## Istoric
Prima reacție de disproporționare studiată în detaliu a fost disproporționarea staniului divalent la staniu tetravalent și staniu elementar:
2 Sn2+ → Sn4+ + Sn
Reacția a fost examinată cu ajutorul tartraților de către Johan Gadolin în anul 1788.

## Exemple

### Disproporționarea clorului în hidroxid
Clorul gazos reacționează cu o soluție diluată de hidroxid de sodiu cu formarea de clorură de sodiu, clorat de sodiu și apă. Ecuația ionică a acestei reacții este următoarea:
3 Cl2 + 6 OH− → 5 Cl− + ClO3− + 3 H2O
Clorul gazos, fiind în stare elementară, are starea de oxidare egală cu 0. În produși, clorul are următoarele stări de oxidare:-1 în ionul clorură Cl−, unde a fost redus, și +5 în ionul clorat ClO3−, unde a fost oxidat.